# Fritz Tacke
Friedrich „Fritz“ Tacke war ein deutscher Radrennfahrer.

## Sportliche Laufbahn
Tacke war im Straßenradsport aktiv. 1908 gewann er das traditionsreiche Eintagesrennen Rund um Köln bei den Amateuren vor Matthias Sebastian. Er bestritt die Distanzfahrt Wien–Berlin über 598 Kilometer und fuhr lange in der Spitze. Tacke kam als Achter ins Ziel. Bei Basel–Cleve wurde er Fünfter.
In der folgenden Saison wurde er Berufsfahrer und siegte im Großen Strassenpreis vom Rhein und bei Bremen–Hannover–Bremen. Einen weiteren Sieg holte er bei Berlin–Köln. Bei Bochum–Münster–Bochum 1912 wurde er Dritter.